# Zambonisäule
Die Zambonisäule, auch Zambonische Säule, ist eine Trockenzellen-Batterie, die 1812 vom italienischen katholischen Priester und Physiker Giuseppe Zamboni erfunden wurde.

## Prinzipieller Aufbau

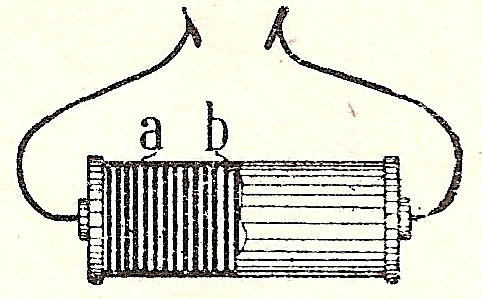
Aufbau einer Zambonisäule

Die Zambonisäule besteht aus einer sehr großen Anzahl aufeinander gelegter Papierblättchen (a), die mit abwechselnd aufeinander folgenden dünnen Schichten (b) zweier unterschiedlicher Metalle überzogen sind. Dabei berühren sich die beiden verschiedenen Metalle. Das Ganze wird luftdicht in eine Röhre eingeschlossen. Die Zambonisäule beruht wie auch die Voltasche Säule auf der elektrochemischen Spannungsreihe. In diesem Fall sind die beiden verschiedenen Metalle, die das galvanische Element bilden, Zinn und Kupferbronze, die jeweils auf Papier als Trockenelement aufgebracht wurden. Als Elektrolyt dient die noch in dem Papier vorhandene Restfeuchte.

## Praktische Ausführung
In einer praktischen Ausführung können zum Beispiel die beiden Metalle Zinn und Kupferbronze verwendet werden. Dünnes und festes Papier wird auf der einen Seite entweder mit Zinn oder mit Bronze beschichtet und mit den Metallseiten zueinander aufeinander geschichtet. Später kamen auch Varianten auf, bei denen die andere Seite des Papieres wie bei Zink-Kohle-Batterien mit einer feinen Aufschlämmung von Braunstein bestrichen wurde. Aus dem so präparierten Papier werden Scheibchen mit circa 2 cm Durchmesser ausgestanzt, die in einem 15 cm langen Glas- oder Zelluloid-Rohr gleichen Durchmessers aufgeschichtet und durch eine Schraubenfeder zusammengedrückt werden. Die etwa 1200 Papierscheibchen bilden jeweils ein elektrochemisches Element und liefern – durch das Stapeln in Reihe geschaltet – eine Spannung von etwa 1000 Volt. Die Belastbarkeit ist allerdings sehr gering und liegt im Nanoampere-Bereich. 

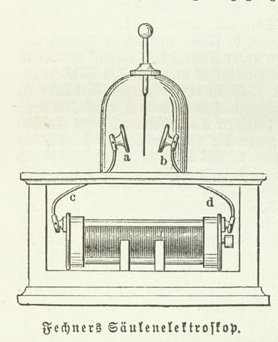
Fechners Säulenelektroskop

Bekannt wurde die Säule dadurch, dass sie als Antrieb für ein elektrostatisch angetriebenes Pendel diente, das man „niemals aufziehen muss“. Solche Zambonische Pendel funktionierten bis zu 147 Jahre ohne Batteriewechsel. Aus diesem Pendel ließ sich eine Art Elektroskop entwickeln (siehe Abbildung): Die Leitungsdrähte c und d verbinden die waagerecht liegenden Zambonisäule mit den Platten a und b.

„Über die beiden Polplatten ist eine Glasglocke gestülpt, von deren Wölbung an einem oben mit einer Kugel versehenen Messingstäbchen befestigt ein dünnes Goldblättchen zwischen den Polen herabhängt. Bringt man das Goldblättchen mit dem einen, etwa dem positiven Pol in Berührung, so wird es, nachdem es sich mit positiver Elektrizität geladen, abgestoßen und nach dem negativen Pol hinübergezogen; nachdem es an diesen seine positive Elektrizität abgegeben und negative dafür aufgenommen, wird es von ihm abgestoßen und von dem positiven Pol angezogen und geht auf diese Weise zwischen den beiden Polplatten fortwährend hin und her; ein solches „elektrisches Perpetuum mobile“ kann jahrelang im Gang bleiben. Rückt man die Polplatten so weit auseinander, dass dieses Spiel aufhört und das Goldblatt, von beiden Polen gleich stark beeinflusst, in der Mitte zwischen beiden im Gleichgewicht herabhängt, so bildet der Apparat ein empfindliches Elektroskop, Fechners Säulenelektroskop. Nähert man nämlich dem Knopf einen schwach elektrisch aufgeladenen Körper, so wird das Goldblättchen von dem entgegengesetzt elektrischen Pol der Zambonischen Säule angezogen und verrät durch seinen Ausschlag nicht nur das Dasein, sondern auch die Art der auf dem genäherten Körper vorhandenen Elektrizität.“